# Різ Аббасі
Різ Аббасі (англ. Rez Abbasi; рід. 27 серпня 1965, Карачі, Пакистан) — Американський відомий джазовий гітарист, композитор і продюсер, музичний педагог, джазмен.

## Біографія
Аббасі народився в Карачі, Пакистан . Коли йому було чотири роки, його сім'я переїхала до Лос-Анджелеса, а в одинадцятій він почав вчитися грі на гітарі. Ранні підліткові роки він провів, граючи у рок-групах. Натхненний концертом за участю вокалістки Елли Фіцджеральд та гітариста Джо Пасса, він почав займатися джазом та класичною музикою. Аббасі вивчав гру на гітарі в Університеті Південної Каліфорнії та Манхеттенській музичній школі .
Після випуску в 1989 році він провів кілька місяців в Індії, вивчаючи табла з Алла Раха, що викликало інтерес до музики Індії та Пакистану .
Він вирушив до Індії, щоб вчитися у майстра таблички Ustad Alla Rakha, щоб розробити стиль фьюжн Схід-Захід . Однак, як він сказав журналу «Guitar Player»: «Я ніколи не вивчав ситар чи сарод, тому що, щоб дійсно навчитися грати на будь-якому з них, мені довелося б віддати все інше. Отже, я вивчив деякі прийоми на тому, що можна назвати джазовим вуличним рівнем. Я перебував під впливом рок-н-ролу, джазу та іншої музики з дитинства».
Він був членом Indo-Pak Coalition та Dakshani, двох груп, очолюваних саксофоністом Рудреш Махантхаппа, а також грав та аранжував співака Кіран Ахлувалія. Він також працював з Біллі Хартом, Д. Д. Джексон, Дейв Лібман, Дейв П'єтро, Гері Томас, Гері Версаче, Кенні Вернер, Марвін Smith, Rick Margitza, Sunny Jain, Tim Hagans та Tony Malaby .

## Дискографія

### Як лідер
- Рез Аббасі (самостійний випуск, 1993)
- "Третє вухо" (Катексіс, 1995)
- "Сучасна пам'ять" (Катексіс, 1998)
- «Поза тілом» (String Jazz, 2002)
- «Зоклинувач змій» (Звуки Землі, 2005)
- "Базар" (Зохо, 2006)
- Things to Come (Sunnyside, 2009)
- «Природний відбір» (Саннісайд, 2010)
- "Суно Суно" (Enja, 2011)
- "Безперервний ритм" (Enja, 2012)
- «За вібрацією» (Кінопис, 2016)
- «Нефільтрований всесвіт» (Whirlwind, 2017)
- «Кидок ігральної кістки» (Whirlwind, 2019)
- "Джанго-Шифт" (Вихор, 2020)
- "Оазис" з Ізабель Олівер (Enja, 2020)

### Як гостя
- Кіран Ахлуваліа, «Аам Замін: Загальна земля» (самостійно випущений у 2011)
- Кіран Ахлувалія, «Жага мандрівок» (World Connection, 2007)
- Майк Кларк, "Карнавал душі" (Owl Studios, 2010)
- Санні Джейн, "Фестиваль манго" (Zoho, 2004)
- Рудреш Махантхаппа, «Родичі» (Пі, 2008)
- Рудреш Махантхаппа, "Апті" (Innova, 2008)
- Дейв П'єтро, The Chakra Suite (Challenge, 2008)
- Адам Рудольф, «Звернення до світла» (Cuneiform, 2015)